# Platin(II)-oxid
Platin(II)-oxid (auch Platinmonoxid) ist eines von mehreren Oxiden des chemischen Elementes Platin. Daneben existieren noch Platin(IV)-oxid und Platin(VI)-oxid.

## Gewinnung und Darstellung
Platin(II)-oxid lässt sich durch Erhitzen von Platin auf 430 °C in einer Sauerstoff-Atmosphäre mit erhöhten O2-Druck gewinnen. Platin(IV)-oxid zerfällt ab 400 °C zu Platin(II)-oxid und Sauerstoff.
Es kann auch durch vorsichtiges Erhitzen von Platin(II)-hydroxid unter Abspaltung von Wasser gewonnen werden:
{\displaystyle \mathrm {Pt(OH)_{2}\longrightarrow PtO+H_{2}O} }

## Eigenschaften
Platin(II)-oxid kristallisiert wie Palladium(II)-oxid nicht in einer Natriumchlorid-, sondern in einer Platinsulfid-Struktur. In dieser liegen kantenverknüpfte Quadrate einer PtO4-Struktur vor. Daneben sind die Platin- und Sauerstoffatome in Bändern angeordnet.
Mit Ausnahme von Königswasser ist Platin(II)-oxid in Säuren unlöslich. Als starkes Oxidationsmittel wird es auch von schwachen Reduktionsmitteln wie Wasserstoff bei Raumtemperatur zum Element reduziert.
Das durch Reaktion von Platin(II)-lösungen mit Natronlauge gebildete Platinmonoxid-hydrat lässt sich nicht ohne Sauerstoffabgabe zu Platin(II)-oxid dehydratisieren. Versucht man es unter Anwesenheit von Sauerstoff zu entwässern, bildet sich stattdessen ein Platin(III)-oxid-hydrat.